# 中西友子
中西 友子 （なかにし ともこ、1950年4月27日 - ）は、日本の植物生理学者、放射化学者。東京大学名誉教授、東京大学大学院農学生命科学研究科特任教授。放射線やアイソトープを用いた水・元素・ガスのリアルタイムイメージング解析を専門分野とする。星薬科大学元学長、星薬科大学名誉教授。元内閣府原子力委員会委員。スウェーデンチャルマース工科大学名誉博士。スウェーデン王立工学アカデミー会員。元日本放射化学会会長。元日本学術会議会員。フランス国家功労勲章（シュバリエ）及びフランス教育功労章（シュバリエ）を受賞、Hevesy賞及び Lise Meitner賞受賞。学位は、理学博士（東京大学・1978年）。

## 経歴
石川県金沢市出身。1963年に東京教育大学附属小学校（現・筑波大学附属小学校）を卒業、1966年に東京教育大学附属中学校（現・筑波大学附属中学校）を卒業、1969年に東京教育大学附属高等学校（現・筑波大学附属高等学校）を卒業。1973年に立教大学理学部化学科卒業、1975年に東京大学大学院理学系研究科修士課程修了。1978年に東京大学大学院理学系研究科博士課程修了、理学博士（東京大学）。1978年から財団法人実験動物中央研究所研究員、1982年から日本ゼオン技術開発センター研究員。1983年9月～1985年10月、カリフォルニア大学バークレー校内ローレンス・バークレー国立研究所博士研究員。
1987年から東京大学農学部助手。2001年から東京大学大学院農学生命科学研究科教授、放射線植物生理学研究室を創設。
2003年に東京大学総長補佐となり、以後7年間に渡り、法人化前後における東京大学本部行政に携わる。東京大学環境安全本部の創設に尽力し、2006年〜2009年にかけて環境安全本部長を兼任し、全学の環境安全衛生の組織体制を構築した。
2014年3月～2022年6月、内閣府原子力委員会委員。2015年から国立研究開発法人放射線医学総合研究所客員研究員、2016年から国立研究開発法人量子科学技術研究開発機構客員研究員を兼任。2016年から東京大学名誉教授、東京大学農学生命科学研究科特任教授。
2019年4月～2022年3月に星薬科大学学長を務め、2022年に星薬科大学名誉教授となる。2021年から中部大学理事、2022年から中部大学学事顧問を歴任。2022年に復興庁参与となり、2023年から福島国際研究教育機構の監事を務める。2025年から京都大学運営方針会議委員。

## 海外や学会での主な活動
2008年、日本学術会議第20期会員。2013年～2020年、日本工学アカデミー副会長。2014年9月～2018年3月、放射化学会会長。2022年、日本農学アカデミー副会長。
2015年、スウェーデン王立工学アカデミー会員。2017年、スウェーデンイオテボリ王立科学アカデミー会員。

## 主な受賞
- 2000年 猿橋賞受賞[18]

- 2001年 日本原子力学会貢献賞受賞
- 2010年 日本放射化学会賞受賞[19]
- 2013年 フランス国家功労勲章（シュバリエ）受章[20]
- 2016年 Hevesy Medal Award受賞[21]
- 2019年 スウェーデンチャルマース工科大学名誉博士授与[22]
- 2022年 フランス教育功労章（シュバリエ）受章[23]
- 2025年 Lise Meitner Award受賞[24]

## 主な業績
主な研究成果として、中性子線ならびにアイソトープを用いて、初めて植物中の水特異的なイメージングならびに動態解析を行った。生育に伴う根先の周期運動の可視化に成功し、アイソトープ標識水を用いて吸収された水を初めて定量的に解析することが可能となり、茎における水循環を見出した。イオンの動きについては、ミクロからマクロまでのライブイメージング装置を開発し、顕微鏡下で蛍光像と同時にアイソトープ像も取得できるようになった。そこで吸収されたイオンの動きもライブイメージング解析ができることになった。また、ガス（主に二酸化炭素）の植物による固定ならびに新しい組織の形成についての可視化にも成功した。放射線やアイソトープを利用したこれらのイメージング解析について、まとめた本を出版した。
- 中西友子著『Novel Plant Imaging and Analysis: Water, Elements and Gas, Utilizing Radiation and Radioisotopes (English Edition)』Springer、2021年[25]

東京電力福島第一原発事故後は、放射能汚染について東京大学大学院農学生命科学研究科の各分野の研究者が行っている継続的な調査研究のまとめ役として、6冊の本を出版した。
- 中西友子著『土壌汚染』NHKブックス、2013年[26]
- 中西友子著『フクシマ 土壌汚染の10年』NHKブックス、2021年[27]
- 中西友子他編『Agricultural Implications of the Fukushima Nuclear Accident』Springer、2013年[28]
- 中西友子他編『Agricultural Implications of the Fukushima Nuclear Accident: the First Three Years』Springer、2016年[29]
- 中西友子他編『Agricultural Implications of the Fukushima Nuclear Accident (III): After 7 Years』Springer、2019年[30]
- 中西友子他編『Agricultural Implications of Fukushima Nuclear Accident (IV): After 10 Years』Springer、2023年[31]

## 主な委員活動[32]
ユネスコ国内委員、文部科学省科学技術学術審議会委員、文部科学省文化審議会委員、文部科学省中央教育審議会大学分科会委員、文部科学省宇宙開発委員会専門委員、文部科学省独立行政法人評価委員会委員（理化学研究所および日本原子力研究所）、財務省独立行政法人評価委員会委員、総合科学技術会議専門委員（評価、基本政策ほか）農林水産省農林水産技術会議専門委員、産業総合研究所運営諮問委員会委員、などを歴任。
2021年より、京都大学経営協議会委員、次期総長選考・監察委員、京都大学運営方針会議委員、京都大学伯楽会議委員（白眉選考）、自然科学研究機構経営協議会及び機構長選考委員会委員など。